# أسود وحملان (فلم)
أسود وحملان (بالإنجليزية: Lions for Lambs) هو فيلم دراما أُصدر في الولايات المتحدة سنة 2007. الفيلم من إخراج روبرت ريدفورد.

## طاقم التمثيل
- روبرت ريدفورد
- توم كروز
- ميريل ستريب
- مايكل بينا
- أندرو غارفيلد
- بيتر بيرغ

## القصة
تدور أحداث الفيلم في قالب درامي حربي مثير. يروي الفيلم ثلاث قصص متوازية تجري أحداثها خلال ساعة ونصف. يجري السيناتور الجمهوري الطامح للترشيح للرئاسة مقابلة تلفزيونية تمتد لساعة كاملة، في حين يحاول أستاذ جامعي أن يحفز أحد تلاميذه النابهين، وفي الوقت ذاته يتعرض أحد طلابه السابقين والمجند الحالي في صفوف الجيش لموتٍ محدق في أفغانستان.

## الميزانية والإيرادات
بلغت تكلفة إنتاج الفيلم حوالي 35 مليون دولار بينما حقق أرباحاً تقدر بـ 63 مليون دولار.

## روابط خارجية
- مقالات تستعمل روابط فنية بلا صلة مع ويكي بيانات